# Amtsgericht Bergen bei Celle
Das  Amtsgericht Bergen (Celle) war ein Gericht der ordentlichen Gerichtsbarkeit in Bergen.
Nach der Revolution von 1848 wurde im Königreich Hannover die Rechtsprechung von der Verwaltung getrennt und die Patrimonialgerichtsbarkeit abgeschafft.
Das Amtsgericht wurde daraufhin mit der Verordnung vom 7. August 1852 die Bildung der Amtsgerichte und unteren Verwaltungsbehörden betreffend als königlich hannoversches Amtsgericht gegründet.
Es umfasste das Amt Bergen bei Celle.
Das Amtsgericht war dem Obergericht Celle untergeordnet. Mit der Annexion Hannovers durch Preußen wurde es 1866 zu einem preußischen Amtsgericht in der Provinz Hannover.
Mit den Reichsjustizgesetzen wurde 1879 die Gerichtsorganisation reichsweit einheitlich geregelt. Das Amtsgericht Bergen blieb bestehen. Der Amtsgerichtsbezirk umfasste das Amt Bergen. Das Amtsgericht Bergen war eines von zwölf Amtsgerichten im Bezirk des Landgerichtes Lüneburg im Gebiet des Oberlandesgerichtes Celle. Das Gericht hatte damals eine Richterstelle und war ein kleines Amtsgericht im Landgerichtsbezirk.
1973 wurde das Amtsgericht Bergen bei Celle aufgehoben.